# Stereocorynes truncorum
Stereocorynes truncorum är en skalbaggsart som först beskrevs av Ernst Friedrich Germar 1824.  Stereocorynes truncorum ingår i släktet Stereocorynes, och familjen vivlar. Enligt den svenska rödlistan är arten sårbar i Sverige. Arten förekommer i Götaland, Gotland och Öland. Artens livsmiljö är skogslandskap.